# Горіхове дерево (фільм)
«Горіхове дерево» (каз. «Жаңғақ тал») — казахстанський комедійний фільм, знятий Єрланом Нурмухамбетовим. Світова прем'єра стрічки відбулась 4 жовтня 2015 року в секції «Нові течії» Пусанського міжнародного кінофестивалю, де вона взяла головну нагороду секції. Також 14 жовтня 2015 року фільм показали в секції «Вільний дух» Варшавського міжнародного кінофестивалю.

## У ролях
- Балнур Асил
- Асилбек Мусабеков
- Рустем Жаниаманов
- Нуржан Жуманов

## Виробництво

### Розроблення
За власними словами режисера Єрлана Нурмухамбетова, він деякий час жив в аулі і намагався у фільмі передати його атмосферу. За задумом автора, у стрічці немає головних героїв, але при цьому є кілька сюжетних ліній.

### Знімання
Знімання почали у вересні 2014 року в місті Ленгер на півдні Казахстану і закінчили у жовтні того ж року.

### Кастинг
Практично для всіх акторів роль у фільмі стала дебютом. Єрлан Нурмухамбетов дав головні ролі в стрічці акторам з Ленгерсксьго театру і місцевим жителям. Також були запрошені актори сатиричного театру «Шаншар».

## Визнання
| Нагороди та номінації фільму «Горіхове дерево» | Нагороди та номінації фільму «Горіхове дерево» | Нагороди та номінації фільму «Горіхове дерево» | Нагороди та номінації фільму «Горіхове дерево» | Нагороди та номінації фільму «Горіхове дерево» | Нагороди та номінації фільму «Горіхове дерево» |
| Рік                                            | Кінопремія / Кінофестиваль                     | Категорія / Нагорода                           | Номінант                                       | Результат                                      |                                                |
| ---------------------------------------------- | ---------------------------------------------- | ---------------------------------------------- | ---------------------------------------------- | ---------------------------------------------- | ---------------------------------------------- |
| 2015                                           | Пусанський міжнародний кінофестиваль           | Найкращий фільм («Нові течії»)                 | «Горіхове дерево»                              | Перемога                                       |                                                |
| 2015                                           | Варшавський міжнародний кінофестиваль          | Найкращий фільм («Вільний дух»)                | «Горіхове дерево»                              | Номінація                                      |                                                |